# Papa Ioan al VIII-lea
Papa Ioan al VIII-lea (n. 820 d.Hr., Roma, Statele Papale – d. 16 decembrie 882 d.Hr., Roma, Statele Papale) a fost un papă al Romei. Papa Ioan al VIII-lea a fost asasinat.